# Coahoma (Mississippi)
Pour le comté, voir comté de Coahoma.
La ville américaine de Coahoma est située dans le comté de Coahoma, dans l’État du Mississippi. Lors du recensement de 2000, sa population s’élevait à 325 habitants.

## Source
- (en) Cet article est partiellement ou en totalité issu de l’article de Wikipédia en anglais intitulé « Coahoma, Mississippi » (voir la liste des auteurs).